# Port lotniczy Düsseldorf
Port lotniczy Düsseldorf (Flughafen Düsseldorf, Düsseldorf Airport) – międzynarodowy port lotniczy położony 6 km na północ od Düsseldorfu.
Jest jednym z największych portów lotniczych Niemiec. Uroczyste otwarcie portu miało miejsce 19 kwietnia 1927. W 2013 obsłużył 21,23 mln pasażerów, co daje średnią liczbę około 58 100 pasażerów dziennie. W 2012 roku najpopularniejszymi kierunkami lotów były: Monachium, Berlin, Palma de Mallorca, Antalya oraz Londyn.

## Podstawowe dane
Lotnisko jest przygotowane na obsługę 22 milionów pasażerów rocznie. Posiada dwie drogi startowe: południową o długości 3000 metrów oraz nieco krótszą północną (2700 metrów). Płyta postojowa wraz z miejscami przy rękawach pomieszczą 85 maszyn. Lotnisko posiada także 7 hangarów.

## Historia

### Wczesne lata

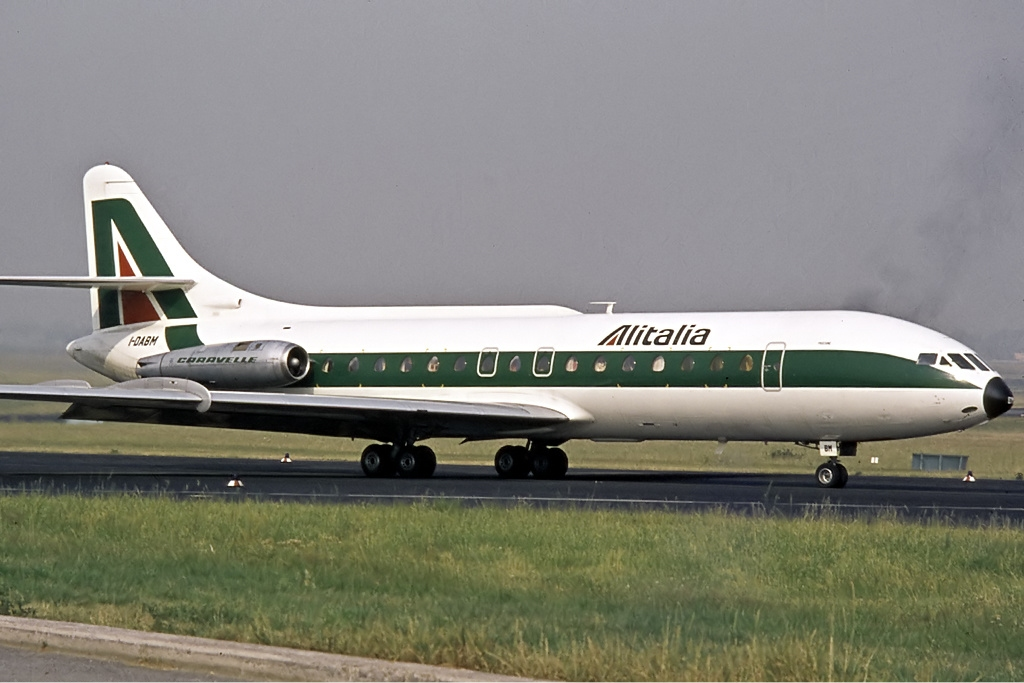
Samolot Alitalia na lotnisku w Düsseldorfie w 1973 roku

19 września 1909 roku, na terenie położonym około 3 km na południe od obecnego lotniska wylądował sterowiec LZ 3. Było to pierwsze wydarzenie związane z lotnictwem w Düsseldorfie. Obecne lotnisko zostało otwarte 19 kwietnia 1927, po dwóch latach budowy. Linie lotnicze Lufthansa uruchomiły połączenia z Berlinem, Hamburgiem, Kolonią i Genewą. Kiedy wybuchła II wojna światowa wstrzymano loty pasażerskie, a lotnisko stało się bazą Luftwaffe.
Po zakończeniu wojny Düsseldorf znalazł się pod administracją brytyjską. Lotnisko ponownie oddano do użytku cywilnego w 1948 roku. Pierwszym połączeniem były loty obsługiwane przez British European Airways do lotniska Northolt w Londynie.
W 1950 roku przedłużono główny pas startowy do 2475 metrów. W 1964 roku rozpoczęto planowanie budowy nowego terminalu, o pojemności do 1,4 mln pasażerów, a w 1969 główna droga startowa została dodatkowo wydłużona do 3000 metrów.
W 1973 roku otwarto nowy budynek centralny i Terminal B, a w 1975 roku zbudowano połączenie kolejowe między głównym dworcem kolejowym w Düsseldorfie a lotniskiem. Dodatkowy nowy terminal został otwarty w 1977 roku. W 1986 roku uruchomiono Terminal C i z lotniska skorzystało 8 220 000 pasażerów – Düsseldorf stał się drugim pod względem liczby pasażerów lotniskiem w Niemczech.
W roku 1992, kiedy wybudowano drugi pas startowy, z lotniska skorzystało 12,3 mln pasażerów.

### Pożar lotniska

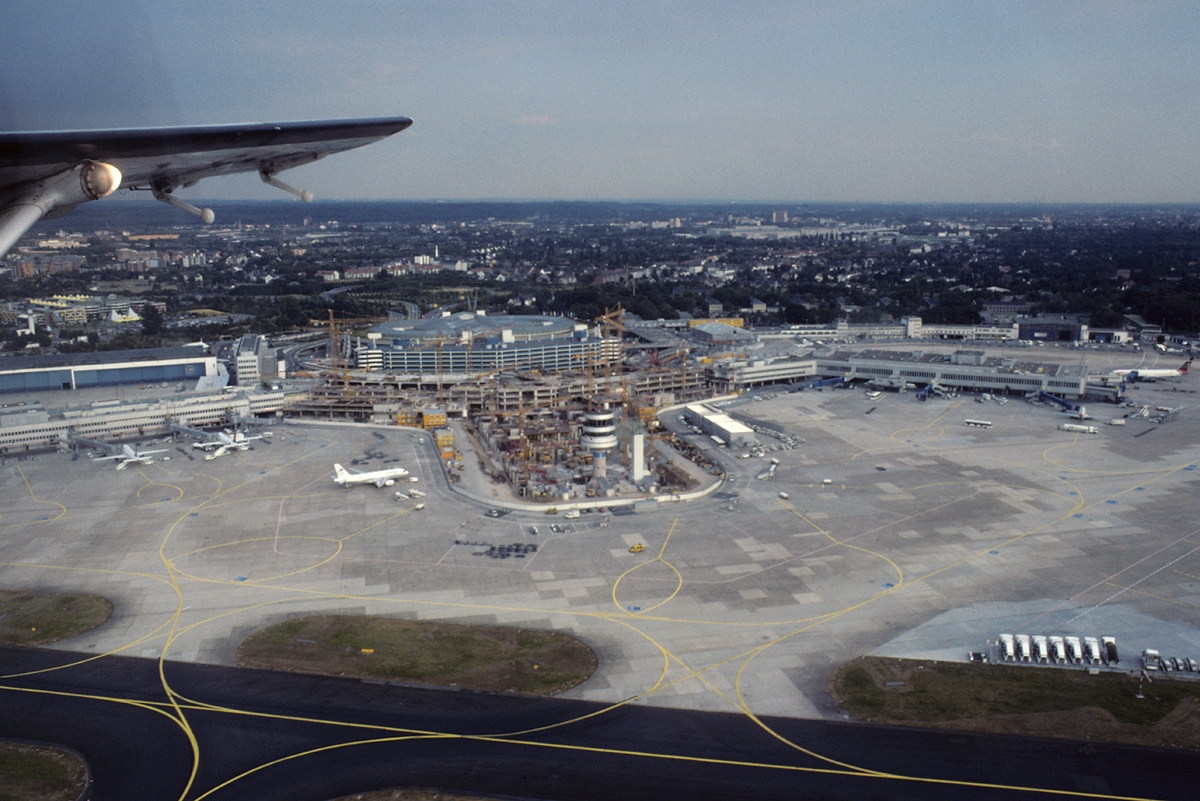
Przebudowa lotniska po pożarze

11 kwietnia 1996 na terenie portu lotniczego wybuchł pożar. Powodem była niewystarczająca ochrona przeciwpożarowa podczas prac spawalniczych na wiadukcie drogowym nad halą przylotów Terminalu A. Pożar zniszczył znaczną część obiektów obsługi pasażerów na lotnisku.
17 osób zginęło, głównie z powodu zatrucia dymem, wiele zostało hospitalizowanych. W tym czasie był to największy pożar w historii Nadrenii Północnej-Westfalii. Zniszczenia na lotnisku były szacowane na setki milionów DEM. Terminale A i B musiały być całkowicie przebudowane. Podczas remontu pasażerów obsługiwano w dużych namiotach.
W listopadzie 1997 roku Terminal C został całkowicie przebudowany, z trzema halami o lekkiej konstrukcji służącymi jako hala odlotów. W tym samym roku rozpoczęto budowę nowego dalekobieżnego dworca kolejowego na wschodnim skraju lotniska. W 1998 roku terminal został odbudowany. Niebawem lotnisko ponownie zmieniło swoją nazwę z „Rhine Ruhr Airport” na „Düsseldorf”, a także rozpoczęto przebudowę Terminala B oraz głównego budynku.

### Lata 2000
Pierwszy etap programu „Lotnisko 2000 +” rozpoczął się w 1999 roku wmurowaniem kamienia węgielnego przy podziemnym parkingu pod nowym terminalem.
Nowa stacja Düsseldorf Flughafen Fernbahnhof, o przepustowości 300 odjazdów pociągów na dobę, została otwarta w maju 2000 roku. Wówczas szesnaście milionów pasażerów skorzystało z lotniska. Nową halę odlotów oraz Terminal B otwarto w lipcu 2001 roku, po 2 i pół roku budowy.
W 2002 roku autobus wahadłowy między terminalami został zastąpiony przez kolej jednoszynową SkyTrain między budynkiem terminalu a dalekobieżną stacją kolejową. Podróż na trasie o długości 2,5 km między terminalem a stacją jest prowadzona przy maksymalnej prędkości 50 kilometrów na godzinę. System został opracowany przez firmę Siemens. Opiera się na podobnym systemie jak H-Bahn z dwiema liniami na terenie kampusu uniwersyteckiego w Dortmundzie.

## Dojazd na lotnisko
Lotnisko znajduje się blisko wielu węzłów autostradowych Zagłębia Ruhry. Aby dojechać na lotnisko wystarczy zjechać z autostrady A44 zjazdem o nazwie Düsseldorf Flughafen.
Przy lotnisku znajduje się stacja kolejowa z trzema peronami, przez które dziennie przejeżdża około 320 pociągów.
Cechą wyróżniającą lotnisko jest posiadanie podwieszanej kolejki (zwanej SkyTrain) o długości ok. 2,7 km. Łączy ona stację kolejową oraz parkingi z terminalem. W skład kolejki wchodzi 5 pociągów, a każdy z nich posiada dwie łączone kabiny. Kolejka sterowana jest bezzałogowo i umożliwia przewóz 2 tysięcy pasażerów na godzinę.

## Linie lotnicze i połączenia
| Linia lotnicza        | Kierunek |
| --------------------- | --- |
| Aegean Airlines       | 1. Ateny 2. Saloniki |
| Aer Lingus            | 1. Dublin |
| Air Baltic            | 1. Ryga |
| Air Cairo             | 1. Hurghada 2. Marsa Alam 3. Szarm el-Szejk |
| Air France            | 1. Paryż-Charles de Gaulle |
| Air Serbia            | 1. Belgrad |
| AnadoluJet            | 1. Ankara 2. Stambuł-Sabiha Gökçen Sezonowo: 1. Antalya |
| Austrian Airlines     | 1. Wiedeń |
| British Airways       | 1. Londyn-Heathrow |
| Condor                | 1. Fuerteventura 2. Madera 3. Gran Canaria 4. Hurghada 5. Lanzarote 6. La Palma 7. Palma de Mallorca 8. Sulajmanijja 9. Teneryfa-Południe Sezonowo: 1. Agadir 2. Alicante 3. Almería 4. Antalya 5. Ateny 6. Bejrut 7. Chania 8. Korfu 9. Faro 10. Heraklion 11. Jerez 12. Karpatos 13. Kawala 14. Kefalonia 15. Kos 16. Lamezia Terme 17. Larnaka 18. Malaga 19. Nicea 20. Olbia 21. Preweza 22. Rodos 23. Samos 24. Skiathos 25. Split 26. Zakintos Sezonowe czartery: 1. Bridgetown 2. Martynika 3. Montego Bay 4. / Prisztina |
| Corendon Airlines     | 1. Antalya 2. Fuerteventura 3. Gran Canaria 4. Hurghada 5. Kayseri 6. Teneryfa-Południe 7. Zonguldak Sezonowo: 1. Adana 2. Ankara 3. Korfu 4. Heraklion 5. Izmir 6. Kos 7. Lanzarote 8. Marsa Alam 9. Rodos 10. Samsun 11. Trabzon |
| Croatia Airlines      | Sezonowo: 1. Split |
| EgyptAir              | 1. Kair |
| Emirates              | 1. Dubaj |
| Etihad Airways        | Sezonowo: 1. Abu Zabi |
| European Air Charter  | Sezonowe czartery: 1. Burgas 2. Warna |
| Eurowings             | 1. Agadir 2. Alicante 3. Ateny 4. Barcelona 5. Bejrut 6. Mediolan-Bergamo 7. Berlin 8. Bilbao 9. Birmingham 10. Bolonia 11. Bukareszt 12. Budapeszt 13. Katania 14. Kopenhaga 15. Drezno 16. Edynburg 17. Irbil 18. Faro 19. Fuerteventura 20. Madera 21. Genewa 22. Göteborg 23. Gran Canaria 24. Graz 25. Hamburg 26. Ibiza 27. Jerez 28. Kair 29. Kraków 30. Lanzarote 31. Larnaka 32. Lizbona 33. Lublana (od 12 kwietnia 2025) 34. Londyn-Heathrow 35. Lyon 36. Malaga 37. Manchester 38. Marsa Alam 39. Mediolan-Malpensa 40. Monachium 41. Neapol 42. Newcastle 43. Nicea 44. Palma de Mallorca 45. Porto 46. Praga 47. / Prisztina 48. Rzym-Fiumicino 49. Salzburg 50. Sofia 51. Split 52. Sztokholm-Arlanda 53. Sylt 54. Teneryfa-Południe 55. Saloniki 56. Sewilla (od 30 marca 2025) 57. Tirana 58. Tromsø 59. Walencja 60. Warszawa-Chopin (od 2 maja 2025) 61. Wenecja 62. Wiedeń 63. Erywań 64. Zagrzeb 65. Zurych Sezonowo: 1. Adana 2. Bari 3. Bastia 4. Belgrad 5. Bergen 6. Brindisi 7. Burgas 8. Cagliari 9. Casablanca 10. Chania 11. Korfu 12. Dublin 13. Dubrownik 14. Florencja 15. Heraklion 16. Jassy 17. Ivalo 18. Izmir 19. Jersey 20. Kalamata 21. Kawala 22. Kiruna 23. Kittilä 24. Kütahya 25. Kuusamo 26. Lamezia Terme 27. La Palma 28. Malta 29. Marrakesz 30. Marsylia 31. Menorka 32. Monastyr 33. Mostar (od 3 maja 2025) 34. Mykonos 35. Nador 36. Newquay 37. Olbia 38. Oslo-Gardermoen 39. Palermo 40. Preweza (od 3 maja 2025) 41. Pula 42. Reykjavík-Keflavík 43. Rijeka 44. Rodos 45. Rovaniemi 46. Samos 47. Samsun 48. Santorini 49. Tanger 50. Tbilisi 51. Tivat 52. Warna 53. Werona 54. Wolos 55. Zadar 56. Zakintos |
| Finnair               | 1. Helsinki |
| FlyErbil              | 1. Irbil 2. Sulajmanijja |
| FlyOne                | 1. Kiszyniów 2. Erywań |
| Freebird Airlines     | Sezonowo: 1. Antalya 2. Hurghada |
| HiSky                 | 1. Kiszyniów |
| Iberia                | 1. Madryt |
| Iraqi Airways         | 1. Bagdad 2. Irbil |
| ITA Airways           | 1. Mediolan-Linate |
| KLM                   | 1. Amsterdam |
| LOT                   | 1. Warszawa-Chopin |
| Lufthansa             | 1. Frankfurt 2. Monachium |
| Marabu                | Sezonowo: 1. Heraklion |
| Middle East Airlines  | 1. Bejrut |
| Norwegian Air Shuttle | 1. Oslo-Gardermoen |
| Nouvelair             | Sezonowo: 1. Dżerba 2. Monastyr 3. Tunis |
| Pegasus Airlines      | 1. Ankara 2. Gaziantep 3. Stambuł-Sabiha Gökçen 4. Izmir 5. Kayseri 6. Samsun Sezonowo: 1. Antalya 2. Kütahya |
| PLAY                  | Sezonowo: 1. Reykjavík-Keflavík |
| Qatar Airways         | 1. Doha |
| Royal Air Maroc       | Sezonowo: 1. Nador 2. Oujda |
| Royal Jordanian       | 1. Amman |
| SAS                   | 1. Kopenhaga 2. Oslo-Gardermoen |
| Sky Alps              | 1. Bolzano 2. Linz |
| Sky Express           | 1. Ateny |
| Southwind Airlines    | Sezonowe czartery: 1. Antalya |
| SunExpress            | 1. Adana 2. Ankara 3. Antalya 4. Diyarbakır 5. Elazığ 6. Gaziantep 7. Izmir 8. Kayseri 9. Samsun 10. Trabzon Sezonowo: 1. Bodrum 2. Dalaman 3. Edremit 4. Eskişehir 5. Hatay 6. Konya 7. Kütahya 8. Malatya 9. Giresun 10. Zonguldak |
| SWISS                 | 1. Zurych |
| TAP Portugal          | 1. Lizbona |
| TUI fly Deutschland   | 1. Boa Vista 2. Dakar-Diass 3. Fuerteventura 4. Gran Canaria 5. Hurghada 6. Lanzarote 7. Marsa Alam 8. Sal 9. Teneryfa-Południe Sezonowo: 1. Korfu 2. Dalaman 3. Enfidha 4. Faro 5. Madera 6. Heraklion 7. Ibiza 8. Jerez 9. Kos 10. Larnaka 11. Luksor 12. Menorka 13. Palma de Mallorca 14. Patras 15. Rodos |
| Tunisair              | 1. Dżerba 2. Monastyr 3. Tunis |
| Turkish Airlines      | 1. Stambuł Sezonowo: 1. Adana 2. Ankara 3. Antalya 4. Diyarbakır 5. Gaziantep 6. Izmir 7. Kayseri 8. Giresun 9. Samsun 10. Trabzon |
| Tus Airways           | 1. Tel Awiw |
| Volotea               | 1. Bordeaux |
| Vueling Airlines      | 1. Barcelona |